# Ċ
Ċ ، ċ یکی از حروف الفبای لاتین است، برساخته از یک C با نقطه‌ای بر فراز آن. 
در زبان مالتی این حرف آوای [t͡ʃ] را می‌رساند. پیشتر این حرف در زبان ایرلندی کاربرد داشته و نرم‌شدگی C را می‌رسانده‌است. 

## منبع
Wikipedia contributors, "Ċ," Wikipedia, The Free Encyclopedia, http://en.wikipedia.org/w/index.php?title=%C4%8A&oldid=607665945 (accessed July 22, 2014). 